# 高橋さきの
高橋 さきの（たかはし さきの、1957年 - ）は、日本の翻訳者、評論家。お茶の水女子大学非常勤講師。農学修士（東京大学）。

## 経歴
1957年東京都生まれ。東京大学農学部林学科を経て、東京大学大学院農学系研究科森林植物学専攻修士課程修了。
工業所有権関連文書、科学書籍の翻訳に携わる一方、科学技術論やジェンダー論の評論活動を行う。
科学技術社会論学会より、2018年度科学技術社会論・柿内賢信記念賞奨励賞受賞。

## 人物
- 父は言語学者の高橋太郎。

## 主な著書
- 『プロが教える技術翻訳のスキル』(時國滋夫・高橋さきの他編、講談社） 2013
- 『できる翻訳者になるために プロフェッショナル4人が本気で教える 翻訳のレッスン』（高橋さきの, 深井裕美子, 井口耕二, 高橋聡編、講談社） 2015

## 主な訳書
- 『猿と女とサイボーグ - 自然の再発明』（ダナ・ハラウェイ、青土社）
- 『犬と人が出会うとき 異種協働のポリティクス』（ダナ・ハラウェイ、青土社）
- 『科学者として生き残る方法』（フェデリコ・ロージ, テューダー・ジョンストン共著、日経BP社）
- 『気象 ダイナミック地球図鑑』（B・バックリー, E・J・ホプキンズ, R・ウィッテッカー共著、新樹社）
- 『犬と人が出会うとき 異種協働のポリティクス』（ダナ・ハラウェイ、青土社）
- 『できる研究者の論文生産術 どうすれば「たくさん」書けるのか』（ポール・J・シルヴィア、講談社）
- 『できる研究者の論文作成メソッド 書き上げるための実践ポイント 』（ポール・J・シルヴィア、講談社）
- 『アカデミック・フレーズバンク そのまま使える! 構文200・文例1900』（ジョン・モーリー、講談社）

## 主な論文
- 「フェミニズムと科学技術」（江原由美子編、勁草書房、『フェミニズム論争』） 1990
- 「サイボーグ状況下の身体性」（青土社、『現代思想』22巻10号） 1994
- 「メカノオーガニズムの始動 - テクノメタファーを手がかりとして」（青土社、『現代思想』24巻8号） 1995
- 「身体 / 生体とフェミニズム」（江原由美子, 金井淑子編、新曜社、『ワードマップ フェミニズム』） 1997
- 「生物学とフェミニズム科学論」（廣野喜幸, 市野川容孝, 林真理編、勁草書房、『生命科学の近現代史』） 2002
- 「身体性とフェミニズム」（江原由美子, 山崎敬一編、有斐閣、『ジェンダーと社会理論』） 2006
- 「科学技術の現場から - 工場法からテクノサイエンスまで」（舘かおる編、作品社、『ジェンダー研究のフロンティア第4巻 テクノ / バイオ・ポリティクス - 科学・医療・技術の現在』） 2008
- 「動物と一緒に《働く》ということ - ハラウェイの見た労働する動物たち」（青土社、『現代思想』32巻8号） 2009
- 「性差をめぐる言説の大転換｣（桑原雅子, 川野祐二編、原書房、『（新通史）日本の科学技術 - 世紀末転換期の社会史1995年～2011年 第3巻』） 2011
- 「化学・バイオ系の技術翻訳者が教えたいこと」（時國滋夫編、講談社、『プロが教える技術翻訳のスキル』） 2013
- 「＜生きもの＞だと宣言すること - 今日的サイボーグ況をめぐって」（青土社、『現代思想』42巻04号） 2014
- 「訳文づくりと日本語の「読み・書き」」（高橋さきのら編、講談社、『できる翻訳者になるために プロフェッショナル4人が本気で教える 翻訳のレッスン』） 2015
- 「グラフを見たら疑え - 専門家が誘導する非科学」（西山千恵子, 柘植あづみ編、論創社、『文科省 / 高校「妊活」教材の嘘』） 2017
- 「辞書を科学する」（アルク、『翻訳事典2018-2019』） 2018
- 「人形と生き物と言葉 - 「人造」はどこからきたのか、そしてどこへゆくのか」（『生物学史研究』99巻） 2019
- 「つながる現場としての「からだ」 : 原点を確認する」（新教出版社、『福音と世界』75巻3号） 2020
- 「生成AI時代の「書く」・「訳す」 - 材料として使われる文章の著作権問題」（岩波書店、『科学』 93巻10号） 2023